# هاینتس دراخه
هاینتس دراخه (به آلمانی: Heinz Drache) (زاده ۹ فوریهٔ ۱۹۲۳-درگذشته ۳ آوریل ۲۰۰۲) بازیگر آلمانی بود.
از فیلم‌های معروف او می‌توان به بازی در شلیک در میزان سه‌چهارم اشاره کرد.